# 安藤東野
安藤 東野（あんどう とうや、天和3年1月28日（1683年2月24日） - 享保4年4月13日（1719年5月31日））は江戸時代中期の儒学者。名は煥図、字は東壁、通称は仁右衛門。晩年は商丘丈人とも号した。
荻生徂徠初期の門人で、王世貞を模範として詩文に、30代で病没した。

## 生涯
天和3年（1683年）1月28日、下野国那須郡黒羽城下（栃木県大田原市黒羽）に黒羽藩藩医大沼玄佐の2男2女の次男として生まれた。父は那須資隆六男六郎実隆を祖とする下野国那須郡滝田館（栃木県那須烏山市滝田字後沢）主滝田氏の出身。幼少時から父に『本朝文粋』『皇朝文鑑』等学問を習い、「人にして恒無くんば、以て巫医を作すべからず。」として医業を嫌った。
元禄8年（1695年）父が死去し孤児となったため、江戸に出て安藤宗純の養子となり、下総関宿藩主牧野成貞に学問、中野撝謙に文を学んだ。元禄9年（1696年）、江戸に来た太宰春台と知り合った。撝謙や石原鼎庵からは中国語音や書道も習得した。
元禄16年（1703年）、漢文訓読に頼らない読解を目指す荻生徂徠は、東野の中国語能力に注目し、撝謙に東野を弟子にくれるよう掛け合った。東野も徂徠の古文辞学に魅力を感じ、門下に入った。その後、宝永3年（1706年）牧野氏は三河吉田藩転封となり、撝謙は京都に行くこととなる。
宝永元年（1704年）頃、甲斐甲府藩主柳沢吉保に出仕し、徳川綱吉にも進講した。
宝永5年（1708年）、京都に遊んでいた春台に岡島冠山を通して江戸帰還を促す書簡を送ったが、宝永の大火後大坂に移っていたために届かず、宝永7年（1710年）再び書簡を送り、翌年春台はこれに応じて江戸に戻り、徂徠への門下となった、また、その頃伊藤東涯の古義堂への鞍替えを考えていた山県周南を諭して徂徠門下に留めるなど、蘐園勢力の維持、拡大に大きく貢献した。
宝永6年（1709年）吐血が始まり、5月には柳沢邸を去って神田橋に移り、8月6日からは養父の元で療養した。宝永7年（1710年）2月吉保に辞職を願い出たが、吉保からはその後も3年間禄が支払われた。
その後、河内西代藩主本多忠統の援助により白山に草堂商丘を結んだが、火事で焼け出され、西代藩邸に身を寄せた。享保4年（1719年）4月13日死去。墓所は台東区橋場福寿院。
没後30年経って『東野遺稿』が刊行された。

## 『東野遺稿』

### 経緯
東野の死後、遺稿の出版が計画されたが、東野には子がおらず、遺産は親戚等の手に渡って安藤家は困窮したため、徂徠が刊行活動を主導することとなった。しかし、名筆と名高い東野の詩文を人々が持ち去っていたため、遺稿の収集作業は難航し、享保13年（1728年）徂徠は果たせず死去してしまった。その後、録稿は美濃国大垣藩を致仕して日本橋呉服町に来た弟奎州の元に入り、次いで本多忠統の手に渡ったが、忠統は自著『猗蘭台集』『猗蘭子』の刊行を優先し、東野の遺稿を放置したため、太宰春台が録稿を取り戻して刊行を目指した。刊行が成ったのは更に春台の死後、東野の死から30年後の寛延2年（1749年）5月であった。最終的な編輯者は石川大凡、山井崑崙、根本武夷。
昭和10年（1935年）藤村義朗により再刊、平成元年（1989年）『詩集日本漢詩』第14巻に収録された。
黒羽田町の個人蔵刊本が平成5年（1993年）5月27日黒羽町指定有形文化財となった。

### 内容
上巻
- 楽府9首
- 擬漢鐃歌18首
- 五言古詩2首
- 七言古詩4首
- 五言律詩24首
- 五言排律3首
- 七言律詩24首
- 七言排律1首
- 五言絶句4首
- 七言絶句54首
- 詩余3首
- 聯2首

中巻
- 序8首
野撝謙（中野撝謙）の京に往くを送る序
  - 蘐園随筆序
  - 香洲律師が嶼に遊ぶを送る序
  - 徂来先生甲陽（甲府）に使するを送る序
  - 徂来先生の五十を賀し奉る序
  - 琴鶴丹侯（黒田直邦）五十寿序
  - 唐話纂要序
  - 大潮上人を送る序
- 記6首
  - 中川に遊ぶ記
  - 遊湘（湘南）紀事4首
    - 弘明（弘明寺）第一
    - 金沢を歴て鎌倉に抵る第二
    - 鎌倉諸遊第三
    - 画島（江ノ島）天女洞第四

  - 剛庵記

下巻
- 論3首
  - 平相国（平清盛）論
  - 平内府（平宗盛）論
  - 管仲論
- 説1首
  - 必観説
- 啓1首
  - 朝鮮国李東郭学士に呈する啓
- 書87首